# 케헤른

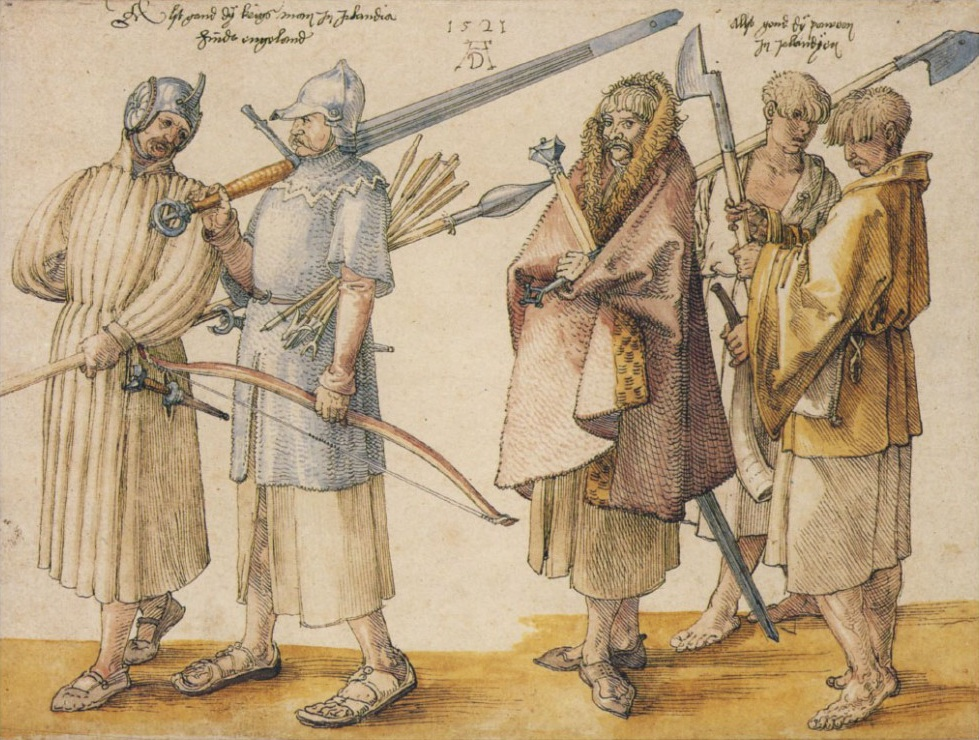
알브레히트 뒤러가 1521년에 그린 그림. 왼쪽의 둘은 갈로글라이고 오른쪽의 셋은 그 종복들 또는 케헤른으로 보인다.

케헤른(중세 아일랜드어: ceithern [kʲeθʲern], 영어: Kern)은 게일계 군인, 특히 중세 아일랜드의 경보병이다.
"케헤른"이란 본래 사람의 집단, 특히 싸우는 남자들의 집단을 의미한다. 그 구성원 각각을 일컫는 단수명사는 케헤르나크(아일랜드어: ceithernach)이다. 이 말은 켈트조어 *keternā에서 비롯되었으며, 최종적으로는 "사슬(chain)"을 의미하는 인도유럽조어까지 거슬러 올라간다. 잉글랜드인들은 게일계 군인들을 케헤른이라 불렀고, 여기서 파생된 캐터런(영어: cateran [kǽtərən][*])이란 고지 스코틀랜드의 약탈자, 산적들을 의미하게 되었다.
케헤른은 주로 용병대를 따라다니며 용병대의 경보병 전력을 담당했다. 한편 중보병 역할을 맡은 이들은 갈로글라이다.

## 같이 보기
- 피어너